# Tom Brüntrup

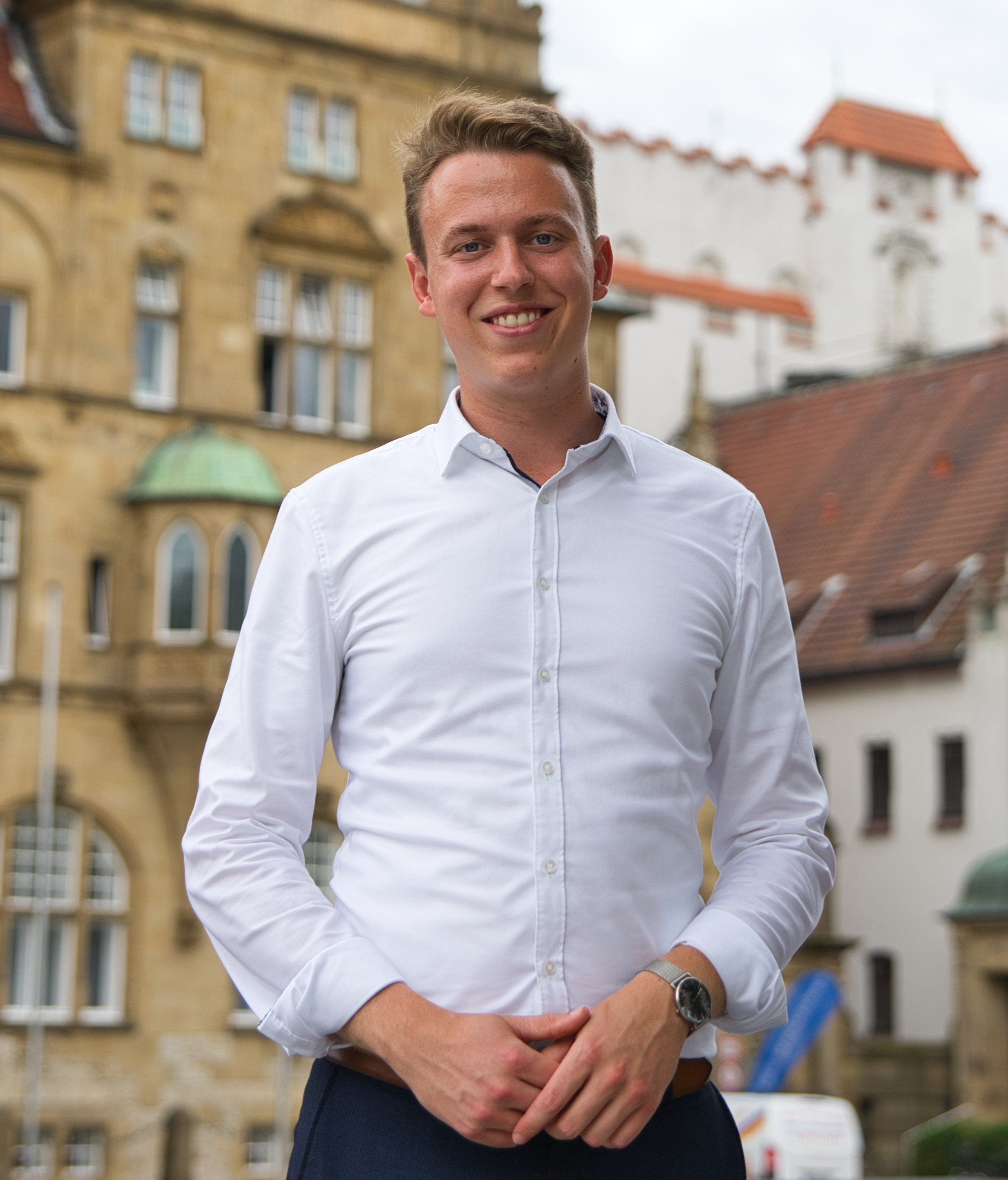
Tom Brüntrup in seinem Heimatwahlkreis vor dem Bielefelder Rathaus

Tom Brüntrup (* 11. Mai 1997 in Bielefeld) ist ein deutscher Politiker und Mitglied der Christlich Demokratischen Union Deutschlands (CDU). Bei der Kommunalwahl 2020 zog er als direkt gewähltes Mitglied in den Rat der Stadt Bielefeld ein. Seit dem 1. Juni 2022 Mitglied des Landtages von Nordrhein-Westfalen.

## Leben
Brüntrup wurde in Bielefeld geboren und wuchs im Stadtteil Stieghorst auf. 2015 machte er sein Abitur am Helmholtz-Gymnasium und anschließend bis 2018 ein Duales Studium zum Diplom-Finanzwirt bei der Finanzverwaltung NRW. Seitdem arbeitete er dort als Steuerinspektor und zuletzt als Betriebsprüfer beim Finanzamt Bielefeld-Innenstadt. 2019 begann er ein berufsbegleitendes Masterstudium im Bereich Finanzmanagement und Controlling an der FHDW Bielefeld, welches er 2022 mit dem Master erfolgreich abschloss.

## Politik
Tom Brüntrup trat 2014 in die Junge Union sowie die CDU ein. Er ist Beisitzer im CDU-Kreisvorstand Bielefeld und kooptiertes Mitglied im Vorstand der Jungen Union Bielefeld.
Bei der Kommunalwahl 2020 wurde er mit 29,51 % der abgegebenen Stimmen direkt gewähltes Mitglied des Bielefelder Stadtrates. In dem Stadtrat Bielefeld ist er Mitglied der Ausschüsse Finanzen und Personal, Digitalisierung, Umwelt und Klima.

## Landtag
Bei der Landtagswahl in Nordrhein-Westfalen am 15. Mai 2022 kandidierte Brüntrup im Landtagswahlkreis Bielefeld II. Mit 34,5 % der Stimmen konnte er den Wahlkreis direkt gewinnen und ist jüngstes Mitglied der CDU-Landtagsfraktion. Im Landtag ist er Mitglied in den Ausschüssen für Bauen, Wohnen und Digitalisierung, Familie Kinder und Jugend sowie dem Wissenschaftsausschuss.